# Octopoteuthidae
Az Octopoteuthidae a fejlábúak (Cephalopoda) osztályába és a kalmárok (Teuthida) rendjébe tartozó család.

## Rendszerezés
A családba az alábbi 2-3 nem tartozik:
- Octopoteuthis Rüppell, 1844 - 7 faj
- Taningia Joubin, 1931 - 1-2 faj

- Cucioteuthis Steenstrup, 1882 - nomen dubium